# The Pastels
The Pastels sono un gruppo musicale scozzese, tra i principali esponenti del pop e rock indipendente negli anni ottanta. Nel corso della loro storia, i Pastels contribuirono a far nascere una vera e propria scena indie a Glasgow, e videro succedersi molti musicisti nel loro organico. I membri del gruppo attuali sono Stephen McRobbie, Katrina Mitchell, Tom Crossley, John Hogarty, Alison Mitchell e Suse Bear.

## Storia

### Primi anni

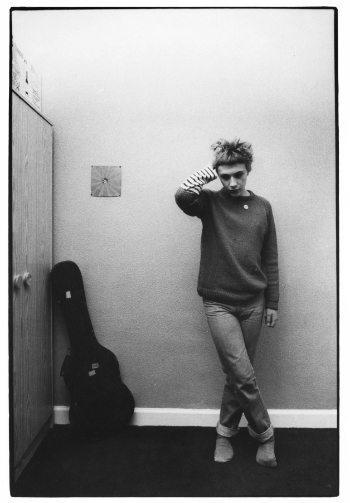
Stephen McRobbie nel 1982

Il gruppo si formò nel 1981 all'epoca d'oro dell'era della Postcard Records di Glasgow. Brian Taylor, un amico di Alan Horne della Postcard, fece entrare nella sua nuova band McRobbie, Hayward e Simpson. La band si esibì dal vivo per la prima volta alla Bearsden Burgh Hall, prenotata da McRobbie dopo che aveva assistito a un concerto dei Crass avvenuto nello stesso luogo.
La band pubblicò il singolo di debutto Songs for Children per la Whaam! Records nel 1982, seguito da Entertaining Edward, nastro uscito lo stesso anno per la Action Tapes.
La band pubblicò una serie di singoli dal 1982 al 1986, tra cui Something Going On (1982) e I Wonder Why (1983). Su insistenza di McRobbie, che voleva far guadagnare visibilità alla band, Geoff Travis della Rough Trade di Londra ripubblicò I Wonder Why (McRobbie sosteneva infatti che l'etichetta londinese fosse "la cosa più vicina alla Scozia su cui fare affidamento"). La band pubblicò i seguenti Million Tears (1984), I'm Alright With You (1985) e Truck Train Tractor (1986) per altre etichette dal momento che il rapporto dei Pastels con la Rough Trade venne meno (l'etichetta voleva infatti focalizzarsi sulla pubblicazione di altri artisti da essa giudicati "più brillanti" come gli Scritti Politti e gli Smiths). Le prime pubblicazioni dei Pastels si caratterizzano per lo stile crudo, semplice, melodico e amatoriale, giudicato da qualcuno lontano dai gusti del periodo.

### Successo
Nonostante il loro approccio musicale in controtendenza, i Pastels riuscirono ad ottenere riscontri positivi dall'emergente cultura delle fanzine, ad ispirare altre band di Glasgow, e ad accrescere la loro notorietà, al punto che alcuni media britannici come NME dedicarono ad essi degli articoli. Sempre intorno alla metà degli anni ottanta, il gruppo collaborò assieme a John Peel a una delle sue Peel Session. Benché una loro traccia sia presente nella compilation C86, curata da NME nel 1986 e dedicata a vari artisti twee pop/shambling, la band di Glasgow ha sempre preso le distanze da quegli stili musicali. Dal momento che McRobbie era impegnato a studiare per conseguire un master, la band dovette rimanere trapiantata nella città scozzese prima di poter tenere dei concerti all'infuori del loro Paese.
Il loro album di debutto Up for a Bit with The Pastels del 1987, contenente ballate e brani dalle sfumature elettroniche e orchestrali, venne ben accolto, e segna una rottura con il garage pop-punk degli inizi. Nel 1989 pubblicarono il secondo capitolo Sittin' Pretty.
Sul finire del decennio Taylor, Hayward e Simpson abbandonarono il gruppo. Stando a quanto riportato dalle testate in quel periodo, la band era in procinto di sciogliersi. Nonostante ciò, entrarono nell'organico di McRobbie e Wright Katrina Mitchell, David Keegan (ex Shop Assistants) e Gerard Love (già nei Teenage Fanclub). Così strutturata, la formazione pubblicò Mobile Safari (1995) e Illumination (1997), entrambi pubblicati per la Domino. In una recensione, l'approccio sonoro di Illumination "si addolcisce pervenendo a un pop dalle sfumature psichedeliche e ornato da arrangiamenti orchestrali." Illuminati (1998) contiene invece i remix di My Bloody Valentine, Jim O'Rourke e altri artisti. 
Un brano dei Pastels compare nella colonna sonora del film The Acid House (1998).
Nel 2000 Wright lasciò i Pastels per concentrarsi sulla sua carriera di illustratrice, ma continuò a realizzare delle immagini destinate alla band.
Nel 2003 i Pastels registrarono la colonna sonora del film The Last Great Wilderness, opera prima del regista David Mackenzie. Uno dei brani in esso presenti è una collaborazione con Jarvis Cocker dei Pulp. 
Nel 2006 il gruppo scrisse la partitura per una produzione della compagnia teatrale di Glasgow 12 Stars.
Durante i primi anni 2000 la band godette di particolare successo in Giappone, dove vennero "accolti con clamore all'apice del successo del Britpop" e riuscirono a "guadagnarsi una posizione sulle copertine delle riviste assieme ad artisti del calibro di Blur e Manic Street Preachers". Nel 2009 i Pastels e i Tenniscoats di Tokyo registrarono Two Sunsets, che il Guardian considera un album "spontaneo e affascinante che merita di essere ascoltato".
Nel 2013 la formazione britannica pubblicò il suo primo vero e proprio album in studio dopo sedici anni Slow Summits, sempre edito dalla Domino. The Guardian ritiene che esso sia il loro lavoro "più compiuto dai tempi di Up for a Bit, tutto grazie alla presenza di dieci flauti, che creano i groove e conferiscono alla musica un'atmosfera estiva, e i corni. Sembra di compiere un viaggio al termine del quale atterri sull'erba appena falciata". L'album venne candidato allo Scottish Album of the Year Award.
Nel 2017 venne diretto un documentario sulla scena indipendente di Glasgow dedicato anche ai Pastels.
I Pastels gestiscono l'etichetta Geographic Music, che appartiene alla Domino, e sono partner del negozio Monorail Music di Glasgow.

## Formazione

### Membri attuali
- Stephen McRobbie – chitarra, voce
- Katrina Mitchell – batteria, voce, chitarra, tastiera
- Tom Crossley – flauto, tastiera
- Alison Mitchell – tromba
- John Hogarty – chitarra
- Suse Bear – basso

### Ex membri
- Brian Taylor – chitarra
- Martin Hayward – basso, voce
- Bernice Simpson – batteria
- Annabel Wright – voce, tastiera, basso
- Eugene Kelly – voce, violino, chitarra, autoharp
- David Keegan – chitarra
- Gerard Love – chitarra, basso
- Jonathan Kilgour – chitarra
- Norman Blake – chitarra, basso

## Discografia

### Album in studio
- 1987 – Up for a Bit with The Pastels
- 1989 – Sittin' Pretty
- 1995 – Mobile Safari
- 1997 – Illumination
- 2013 – Slow Summits

### Singoli
- 1982 – Songs for Children
- 1983 – I Wonder Why
- 1984 – Something Going On
- 1984 – Million Tears
- 1985 – I'm Alright With You
- 1986 – Truck Train Tractor
- 1986 – Crawl Babies
- 1987 – Comin' Through
- 1989 – Baby You’re Just You
- 1990 – Different Drum
- 1991 – Speeding Motorcycle
- 1991 – Thru' Your Heart
- 1993 – Thank You for Being You
- 1994 – Olympic World of Pastelism
- 1994 – Yoga
- 1995 – Worlds of Possibility
- 1997 – Unfair Kind of Fame
- 1997 – The Hits Hurt
- 1998 – One Wild Moment
- 2013 – Check My Heart
- 2020 – Advice To The Graduate